# بيتر راماج
بيتر إيان راماج (بالإنجليزية: Peter Ramage)‏(مواليد 22 نوفمبر 1983 في أشينغتون، إنجلترا) لاعب كرة قدم إنجليزي يلعب حاليًا كمدافع لنادي كيرالا بلاستارز الهندي.

## إحصائيات
آخر تحديث 7 ديسمبر 2013.
| النادي        | الموسم  | الدوري | الدوري | الدوري  | كأس الاتحاد الإنجليزي | كأس الاتحاد الإنجليزي | كأس الاتحاد الإنجليزي | كأس الدوري | كأس الدوري | كأس الدوري | أخرى | أخرى  | أخرى    | المجموع | المجموع | المجموع |
| النادي        | الموسم  | ظهور   | أهداف  | ص.أهداف | ظهور                  | أهداف                 | ص.أهداف               | ظهور       | أهداف      | ص.أهداف    | ظهور | أهداف | ص.أهداف | ظهور    | أهداف   | ص.أهداف |
| ------------- | ------- | ------ | ------ | ------- | --------------------- | --------------------- | --------------------- | ---------- | ---------- | ---------- | ---- | ----- | ------- | ------- | ------- | ------- |
| كريستال بالاس | 2011–12 | 17     | 0      | 1       | 1                     | 0                     | 0                     | 5          | 0          | 0          | 0    | 0     | 0       | 23      | 0       | 1       |
| كريستال بالاس | 2012–13 | 40     | 4      | 0       | 2                     | 0                     | 0                     | 1          | 0          | 0          | 0    | 0     | 0       | 43      | 4       | 0       |
| كريستال بالاس | 2013–14 | 0      | 0      | 0       | 0                     | 0                     | 0                     | 1          | 0          | 0          | 0    | 0     | 0       | 1       | 0       | 0       |
| بارنسلي       | 2013–14 | 23     | 0      | 0       | 1                     | 0                     | 0                     | 0          | 0          | 0          | 0    | 0     | 0       | 24      | 0       | 0       |
| المجموع       | المجموع | 64     | 4      | 1       | 3                     | 0                     | 0                     | 7          | 0          | 0          | 0    | 0     | 0       | 74      | 4       | 1       |

## الألقاب
كوينز بارك رينجرز
- دوري البطولة الإنجليزية: 2010–11

## روابط خارجية
- بيتر راماج على موقع قاعدة بيانات كرة القدم.إي يو (الإنجليزية)
- بيتر راماج على موقع Soccerbase.com (لاعب) (الإنجليزية)
- بيتر راماج على موقع Soccerway.com (الإنجليزية)
- بيتر راماج على موقع عالم كرة القدم.نت (الإنجليزية)
- بيتر راماج على موقع AS.com (الإسبانية)